# 仏山大学駅
仏山大学駅（ぶつざんだいがくえき）は、中華人民共和国広東省仏山市南海区に位置する仏山地下鉄3号線の駅である。

## 歴史
- 2024年8月23日: 開業[1]。

## 隣の駅
仏山地下鉄
■ 3号線
南海大学城駅 - 仏山大学駅

## 駅周辺
- 仏山大学